# Discografia dei Simple Minds
La seguente è una discografia comprensiva del gruppo musicale scozzese Simple Minds.

## Album

### Album in studio
| Anno                                                                                               | Titolo                                                                                                | Classifiche | Classifiche | Classifiche | Classifiche | Classifiche | Classifiche | Classifiche | Classifiche | Classifiche | Classifiche | Classifiche | Classifiche | Classifiche | Certificazioni                                                                                               |
| Anno                                                                                               | Titolo                                                                                                | UK          | AUS         | AUT         | CAN         | FRA         | GER         | ITA         | NLD         | NOR         | NZ          | SWE         | SWI         | US          | Certificazioni                                                                                               |
| -------------------------------------------------------------------------------------------------- | --- | ----------- | ----------- | ----------- | ----------- | ----------- | ----------- | ----------- | ----------- | ----------- | ----------- | ----------- | ----------- | ----------- | --- |
| 1979                                                                                               | Life in a Day - Pubblicazione: aprile 1979 - Etichetta: Zoom Records / Arista Records                 | 30          | —           | —           | —           | —           | —           | —           | —           | —           | —           | —           | —           | —           | |
| 1979                                                                                               | Real to Real Cacophony - Pubblicazione: novembre 1979 - Etichetta: Zoom Records / Arista Records      | —           | —           | —           | —           | —           | —           | —           | —           | —           | —           | —           | —           | —           | |
| 1980                                                                                               | Empires and Dance - Pubblicazione: settembre 1980 - Etichetta: Zoom Records / Arista Records          | 41          | —           | —           | —           | —           | —           | —           | —           | —           | 47          | —           | —           | —           | |
| 1981                                                                                               | Sons and Fascination/Sister Feelings Call - Pubblicazione: settembre 1981 - Etichetta: Virgin Records | 11          | 31          | —           | 46          | —           | —           | —           | —           | —           | 7           | 4           | —           | —           | - UK: Oro |
| 1982                                                                                               | New Gold Dream (81-82-83-84) - Pubblicazione: 13 settembre 1982 - Etichetta: Virgin Records           | 3           | 8           | —           | 57          | 30          | 47          | —           | 31          | 17          | 2           | 9           | —           | 69          | - CAN: Oro - FRA: Oro - NLD: Platino - UK: Platino                                                           |
| 1984                                                                                               | Sparkle in the Rain - Pubblicazione: 6 febbraio 1984 - Etichetta: Virgin Records                      | 1           | 15          | —           | 13          | 17          | 14          | 10          | 2           | 14          | 1           | 2           | 19          | 64          | - CAN: Oro - FRA: Oro - UK: Platino                                                                          |
| 1985                                                                                               | Once Upon a Time - Pubblicazione: 21 ottobre 1985 - Etichetta: Virgin Records                         | 1           | 7           | —           | 3           | 7           | 5           | 2           | 1           | 6           | 3           | 4           | 7           | 10          | - CAN: 2× Platino - FRA: Oro - GER: Oro - NLD: Platino - UK: 3× Platino - US: Oro                            |
| 1989                                                                                               | Street Fighting Years - Pubblicazione: 2 maggio 1989 - Etichetta: Virgin Records                      | 1           | 11          | 3           | 24          | 1           | 1           | 1           | 1           | 4           | 4           | 4           | 1           | 70          | - CAN: Oro - FRA: 2× Platino - GER: Platino - ITA: 4× Platino - NLD: Platino - SWI: Platino - UK: 2× Platino |
| 1991                                                                                               | Real Life - Pubblicazione: 8 aprile 1991 - Etichetta: Virgin Records                                  | 2           | 13          | 11          | 17          | 10          | 3           | 2           | 6           | 7           | 11          | 5           | 2           | 74          | - AUS: Oro - FRA: 2× Oro - GER: Oro - ITA: 3× Platino - NLD: Oro - SWI: Platino - UK: Platino                |
| 1995                                                                                               | Good News from the Next World - Pubblicazione: 30 gennaio 1995 - Etichetta: Virgin Records            | 2           | 20          | 6           | 37          | 3           | 4           | 2           | 5           | 5           | 8           | 2           | 1           | 87          | - FRA: Oro - GER: Oro - SWI: Oro - UK: Argento                                                               |
| 1998                                                                                               | Néapolis - Pubblicazione: 16 marzo 1998 - Etichetta: Chrysalis Records                                | 19          | —           | 15          | —           | 26          | 9           | 6           | 22          | 15          | —           | 23          | 7           | —           | |
| 2001                                                                                               | Neon Lights - Pubblicazione: 8 ottobre 2001 - Etichetta: Eagle Records                                | 141         | —           | —           | —           | —           | 58          | —           | —           | —           | —           | —           | 65          | —           | |
| 2002                                                                                               | Cry - Pubblicazione: 1º aprile 2002 - Etichetta: Eagle Records                                        | 80          | —           | —           | —           | 94          | 38          | 14          | 56          | —           | —           | —           | 35          | —           | |
| 2005                                                                                               | Black & White 050505 - Pubblicazione: 12 settembre 2005 - Etichetta: Sanctuary Records                | 37          | —           | 63          | —           | 46          | 6           | 7           | 25          | —           | —           | 46          | 20          | —           | - ITA: Oro                                                                                                   |
| 2009                                                                                               | Graffiti Soul - Pubblicazione: 25 maggio 2009 - Etichetta: Universal Records                          | 10          | —           | 60          | —           | 41          | 14          | 11          | 29          | —           | —           | —           | 8           | —           | |
| 2014                                                                                               | Big Music - Pubblicazione: 31 ottobre 2014 - Etichetta: Sony Music                                    | 12          | —           | 68          | —           | 69          | 16          | 17          | 22          | —           | —           | —           | 20          | —           | |
| 2018                                                                                               | Walk Between Worlds - Pubblicazione: 2 febbraio 2018 - Etichetta: BMG Rights Management               | 4           | 82          | 36          | —           | 36          | 7           | 14          | 23          | —           | —           | 41          | 5           | —           | |
| "—" indica una pubblicazione che non si è classificata o che non è stata pubblicata in quel Paese. | |             |             |             |             |             |             |             |             |             |             |             |             |             | |

### Album dal vivo
| Anno                                                                                               | Titolo                                                                                         | Classifiche | Classifiche | Classifiche | Classifiche | Classifiche | Classifiche | Classifiche | Classifiche | Classifiche | Classifiche | Classifiche | Classifiche | Classifiche | Certificazioni                                    |
| Anno                                                                                               | Titolo                                                                                         | UK          | AUS         | AUT         | CAN         | FRA         | GER         | ITA         | NLD         | NOR         | NZ          | SWE         | SWI         | US          | Certificazioni                                    |
| -------------------------------------------------------------------------------------------------- | ---------------------------------------------------------------------------------------------- | ----------- | ----------- | ----------- | ----------- | ----------- | ----------- | ----------- | ----------- | ----------- | ----------- | ----------- | ----------- | ----------- | ------------------------------------------------- |
| 1987                                                                                               | Live in the City of Light - Pubblicazione: 26 maggio 1987 - Etichetta: Virgin Records          | 1           | 13          | 10          | 26          | 4           | 3           | 6           | 1           | 6           | 14          | 5           | 5           | 96          | - FRA: Oro - GER: Oro - NLD: Oro - UK: 2× Platino |
| 1998                                                                                               | Real Live 91 - Pubblicazione: maggio 1998 (solo per il fan club) - Etichetta: Mindmood Records | —           | —           | —           | —           | —           | —           | —           | —           | —           | —           | —           | —           | —           |                                                   |
| 2011                                                                                               | Live 2011 - Pubblicazione: luglio 2011 - Etichetta: Concert Live                               | —           | —           | —           | —           | —           | —           | —           | —           | —           | —           | —           | —           | —           |                                                   |
| 2012                                                                                               | 5X5 Live - Pubblicazione: 19 novembre 2012 - Etichetta: Virgin Records                         | 129         | —           | —           | —           | —           | —           | 80          | —           | —           | —           | —           | —           | —           |                                                   |
| 2015                                                                                               | Big Music Tour 2015 - Pubblicazione: 14 novembre 2015 - Etichetta: Simple Minds Ltd.           | —           | —           | —           | —           | —           | —           | —           | —           | —           | —           | —           | —           | —           |                                                   |
| 2019                                                                                               | Live in the City of Angels - Pubblicazione: 4 ottobre 2019 - Etichetta: BMG Rights Management  | 9           | —           | —           | —           | —           | 23          | 43          | 56          | —           | —           | —           | 44          | —           |                                                   |
| "—" indica una pubblicazione che non si è classificata o che non è stata pubblicata in quel Paese. |                                                                                                |             |             |             |             |             |             |             |             |             |             |             |             |             |                                                   |

### Raccolte
| Anno                                                                                               | Titolo | Classifiche | Classifiche | Classifiche | Classifiche | Classifiche | Classifiche | Classifiche | Classifiche | Classifiche | Classifiche | Classifiche | Certificazioni                                                       |
| Anno                                                                                               | Titolo | UK          | AUS         | AUT         | CAN         | FRA         | GER         | ITA         | NLD         | NZ          | SWE         | SWI         | Certificazioni                                                       |
| -------------------------------------------------------------------------------------------------- | --- | ----------- | ----------- | ----------- | ----------- | ----------- | ----------- | ----------- | ----------- | ----------- | ----------- | ----------- | -------------------------------------------------------------------- |
| 1981                                                                                               | Themes for Great Cities 79/81 - Pubblicazione: novembre 1981 (solo per gli Stati Uniti) - Etichetta: Stiff Records | —           | —           | —           | —           | —           | —           | —           | —           | —           | —           | —           |                                                                      |
| 1982                                                                                               | Celebration - Pubblicazione: febbraio 1982 - Etichetta: Arista Records                                             | 45          | —           | —           | —           | —           | —           | —           | —           | —           | —           | —           |                                                                      |
| 1992                                                                                               | Glittering Prize 81/92 - Pubblicazione: 12 ottobre 1992 - Etichetta: Virgin Records                                | 1           | 1           | 29          | 37          | 2           | 10          | 14          | 7           | 1           | 17          | 14          | - CAN: Oro - FRA: Platino - GER: Oro - NLD: Platino - UK: 3× Platino |
| 1997                                                                                               | The Promised - Pubblicazione: 29 settembre 1997 - Etichetta: Virgin Records                                        | —           | —           | —           | —           | —           | 97          | —           | 45          | —           | —           | —           |                                                                      |
| 1998                                                                                               | The Early Years 1977-1978 - Pubblicazione: 25 marzo 1998 - Etichetta: Mindmood Records                             | —           | —           | —           | —           | —           | —           | —           | —           | —           | —           | —           |                                                                      |
| 2001                                                                                               | The Best of Simple Minds - Pubblicazione: 5 novembre 2001 - Etichetta: Virgin Records                              | 34          | —           | —           | —           | 22          | 67          | 44          | 11          | 39          | —           | 64          | - ITA: Oro - NLD: Oro - UK: Oro                                      |
| 2003                                                                                               | Early Gold - Pubblicazione: 30 giugno 2003 - Etichetta: Virgin Records                                             | —           | —           | —           | —           | —           | —           | —           | —           | —           | —           | —           |                                                                      |
| 2006                                                                                               | The Platinum Collection - Pubblicazione: 10 ottobre 2006 - Etichetta: Virgin Records                               | —           | —           | —           | —           | —           | —           | —           | —           | —           | —           | —           |                                                                      |
| 2013                                                                                               | Celebrate: The Greatest Hits - Pubblicazione: 25 marzo 2013 - Etichetta: Virgin Records                            | 19          | —           | —           | —           | —           | —           | 64          | 86          | —           | —           | 55          | - UK: Oro                                                            |
| 2016                                                                                               | Acoustic - Pubblicazione: 11 novembre 2016 - Etichetta: Caroline Records                                           | 16          | —           | —           | —           | —           | 39          | 31          | 27          | —           | —           | 33          | - UK: Argento                                                        |
| 2019                                                                                               | 40: The Best of 1979-2019 - Pubblicazione: 1º novembre 2019 - Etichetta: Virgin Records                            | 27          | —           | —           | —           | —           | 75          | —           | 68          | —           | —           | 72          | - UK: Argento                                                        |
| "—" indica una pubblicazione che non si è classificata o che non è stata pubblicata in quel Paese. | |             |             |             |             |             |             |             |             |             |             |             |                                                                      |

## Box set
| Anno | Titolo                                                                                                 |
| ---- | --- |
| 1990 | Themes - Volume 1: March 79 - April 82 - Pubblicazione: 24 settembre 1990 - Etichetta: Virgin Records  |
| 1990 | Themes - Volume 2: August 82 - April 85 - Pubblicazione: 25 settembre 1990 - Etichetta: Virgin Records |
| 1990 | Themes - Volume 3: September 85 - June 87 - Pubblicazione: 8 ottobre 1990 - Etichetta: Virgin Records  |
| 1990 | Themes - Volume 4: February 89 - May 90 - Pubblicazione: 9 ottobre 1990 - Etichetta: Virgin Records    |
| 2004 | Silver Box - Pubblicazione: 18 ottobre 2004 - Etichetta: Virgin Records                                |
| 2008 | Themes - Volume 5: March 91 - September 92 - Pubblicazione: 2008 - Etichetta: Virgin Records           |
| 2008 | Themes - Volumes 1-5: March 79 - September 92 - Pubblicazione: 2008 - Etichetta: Virgin Records        |
| 2012 | X5 - Pubblicazione: 21 febbraio 2012 - Etichetta: Virgin Records                                       |
| 2013 | Classic Album Selection - Pubblicazione: 25 novembre 2013 - Etichetta: Virgin Records                  |

## Singoli
| Anno                                                                                               | Singolo                                                      | Classifiche | Classifiche | Classifiche | Classifiche | Classifiche | Classifiche | Classifiche | Classifiche | Classifiche | Classifiche | Classifiche | Classifiche | Classifiche | Classifiche | Certificazioni                                 | Album di provenienza            |
| Anno                                                                                               | Singolo                                                      | UK          | AUS         | AUT         | BEL         | CAN         | GER         | IRL         | ITA         | NLD         | NOR         | NZ          | SWE         | SWI         | US          | Certificazioni                                 | Album di provenienza            |
| -------------------------------------------------------------------------------------------------- | ------------------------------------------------------------ | ----------- | ----------- | ----------- | ----------- | ----------- | ----------- | ----------- | ----------- | ----------- | ----------- | ----------- | ----------- | ----------- | ----------- | ---------------------------------------------- | ------------------------------- |
| 1979                                                                                               | Life in a Day                                                | 62          | —           | —           | —           | —           | —           | —           | —           | —           | —           | —           | —           | —           | —           |                                                | Life in a Day                   |
| 1979                                                                                               | Chelsea Girl                                                 | —           | —           | —           | —           | —           | —           | —           | —           | —           | —           | —           | —           | —           | —           |                                                | Life in a Day                   |
| 1980                                                                                               | Changeling                                                   | —           | —           | —           | —           | —           | —           | —           | —           | —           | —           | —           | —           | —           | —           |                                                | Real to Real Cacophony          |
| 1980                                                                                               | I Travel                                                     | —           | —           | —           | —           | —           | —           | —           | —           | —           | —           | —           | —           | —           | —           |                                                | Empires and Dance               |
| 1981                                                                                               | Celebrate                                                    | —           | —           | —           | —           | —           | —           | —           | —           | —           | —           | —           | —           | —           | —           |                                                | Empires and Dance               |
| 1981                                                                                               | The American                                                 | 59          | —           | —           | —           | —           | —           | —           | —           | —           | —           | —           | —           | —           | —           |                                                | Sister Feelings Call            |
| 1981                                                                                               | Love Song                                                    | 47          | 17          | —           | —           | 38          | —           | —           | —           | —           | —           | —           | 16          | —           | —           |                                                | Sons and Fascination            |
| 1981                                                                                               | Sweat in Bullet                                              | 52          | —           | —           | —           | —           | —           | —           | —           | —           | —           | 47          | 17          | —           | —           |                                                | Sons and Fascination            |
| 1982                                                                                               | Promised You a Miracle                                       | 13          | 10          | —           | 31          | —           | —           | 25          | —           | 25          | —           | 9           | 17          | —           | —           |                                                | New Gold Dream (81-82-83-84)    |
| 1982                                                                                               | Glittering Prize                                             | 16          | 9           | —           | —           | —           | —           | 11          | —           | —           | 8           | 4           | 11          | —           | —           |                                                | New Gold Dream (81-82-83-84)    |
| 1982                                                                                               | Someone Somewhere (in Summertime)                            | 36          | 51          | —           | —           | —           | —           | 19          | —           | —           | —           | —           | —           | —           | —           |                                                | New Gold Dream (81-82-83-84)    |
| 1983                                                                                               | Waterfront                                                   | 13          | 19          | —           | —           | —           | —           | 5           | —           | —           | —           | 1           | 16          | —           | —           |                                                | Sparkle in the Rain             |
| 1984                                                                                               | Speed Your Love to Me                                        | 20          | 76          | —           | —           | —           | —           | 9           | —           | —           | —           | 46          | 18          | —           | —           |                                                | Sparkle in the Rain             |
| 1984                                                                                               | Up on the Catwalk                                            | 27          | —           | —           | —           | —           | —           | 16          | —           | —           | —           | 44          | —           | —           | —           |                                                | Sparkle in the Rain             |
| 1985                                                                                               | Don't You (Forget About Me)                                  | 7           | 6           | 5           | 2           | 1           | 4           | 3           | 2           | 2           | —           | 3           | 13          | 8           | 1           | - CAN: Platino - ITA: Platino - UK: 3× Platino | The Breakfast Club (Soundtrack) |
| 1985                                                                                               | Alive and Kicking                                            | 7           | 21          | —           | 2           | 4           | 17          | 2           | 1           | 2           | 5           | 5           | 11          | 13          | 3           | - CAN: Oro - UK: Argento                       | Once Upon a Time                |
| 1986                                                                                               | Sanctify Yourself                                            | 10          | 46          | —           | 6           | 17          | 38          | 4           | 27          | 3           | —           | 22          | 16          | —           | 14          |                                                | Once Upon a Time                |
| 1986                                                                                               | All the Things She Said                                      | 9           | 46          | —           | 20          | 65          | 51          | 4           | —           | 6           | —           | 20          | —           | —           | 28          |                                                | Once Upon a Time                |
| 1986                                                                                               | Ghostdancing                                                 | 13          | 72          | —           | 11          | —           | —           | 3           | 46          | 18          | —           | —           | —           | —           | —           |                                                | Once Upon a Time                |
| 1987                                                                                               | Promised You a Miracle (live)                                | 19          | —           | —           | —           | —           | —           | 8           | —           | 55          | —           | —           | —           | —           | —           |                                                | Live in the City of Light       |
| 1989                                                                                               | Ballad of the Streets EP: Belfast Child / Mandela Day / Biko | 1           | 12          | 12          | 2           | —           | 3           | 1           | 2           | 1           | 9           | 8           | 11          | 3           | —           | - UK: Argento                                  | Street Fighting Years           |
| 1989                                                                                               | This Is Your Land                                            | 13          | 38          | —           | 7           | 40          | 25          | 6           | 5           | 7           | —           | 26          | 18          | 10          | —           |                                                | Street Fighting Years           |
| 1989                                                                                               | Kick It In                                                   | 15          | 94          | —           | 43          | —           | 65          | 6           | —           | 34          | —           | 27          | —           | —           | —           |                                                | Street Fighting Years           |
| 1989                                                                                               | The Amsterdam EP: Let It All Come Down / Sign o' the Times   | 18          | 77          | —           | 37          | —           | 40          | 11          | 11          | 16          | —           | —           | —           | —           | —           |                                                | Street Fighting Years           |
| 1991                                                                                               | Let There Be Love                                            | 6           | 15          | —           | 4           | —           | 16          | 5           | 1           | 7           | —           | 48          | 9           | 7           | —           |                                                | Real Life                       |
| 1991                                                                                               | See the Lights                                               | 20          | —           | —           | 36          | 10          | 48          | 16          | 24          | 42          | —           | —           | 27          | —           | 40          |                                                | Real Life                       |
| 1991                                                                                               | Stand By Love                                                | 13          | 70          | —           | 38          | —           | —           | 14          | —           | 25          | —           | —           | 39          | 27          | —           |                                                | Real Life                       |
| 1991                                                                                               | Real Life                                                    | 34          | —           | —           | —           | —           | —           | —           | —           | —           | —           | —           | —           | —           | —           |                                                | Real Life                       |
| 1992                                                                                               | Love Song / Alive and Kicking                                | 6           | —           | —           | —           | —           | —           | 24          | —           | 50          | —           | —           | —           | —           | —           |                                                | Glittering Prize 81/92          |
| 1995                                                                                               | She's a River                                                | 9           | 29          | —           | 7           | 3           | 39          | 17          | 2           | 18          | —           | 21          | 26          | 28          | 52          |                                                | Good News from the Next World   |
| 1995                                                                                               | Hypnotised                                                   | 18          | 85          | —           | —           | 34          | 62          | 28          | 22          | —           | —           | —           | —           | —           | —           |                                                | Good News from the Next World   |
| 1998                                                                                               | Glitterball                                                  | 18          | —           | —           | 47          | —           | —           | —           | 3           | 72          | —           | —           | —           | —           | —           |                                                | Néapolis                        |
| 1998                                                                                               | War Babies                                                   | 43          | —           | —           | —           | —           | —           | —           | —           | —           | —           | —           | —           | —           | —           |                                                | Néapolis                        |
| 2001                                                                                               | Dancing Barefoot                                             | —           | —           | —           | —           | —           | —           | —           | —           | —           | —           | —           | —           | —           | —           |                                                | Neon Lights                     |
| 2001                                                                                               | Homosapien                                                   | 134         | —           | —           | —           | —           | —           | —           | —           | —           | —           | —           | —           | —           | —           |                                                | Neon Lights                     |
| 2002                                                                                               | Belfast Trance (John 00 Fleming/Simple Minds)                | 74          | —           | —           | —           | —           | —           | —           | —           | —           | —           | —           | —           | —           | —           |                                                | /                               |
| 2002                                                                                               | Cry                                                          | 47          | —           | —           | 53          | —           | 92          | —           | 25          | 65          | —           | —           | —           | —           | —           |                                                | Cry                             |
| 2002                                                                                               | Spaceface                                                    | —           | —           | —           | —           | —           | —           | —           | —           | —           | —           | —           | —           | —           | —           |                                                | Cry                             |
| 2002                                                                                               | One Step Closer                                              | —           | —           | —           | —           | —           | —           | —           | —           | —           | —           | —           | —           | —           | —           |                                                | Cry                             |
| 2002                                                                                               | Monster (Liquid People vs Simple Minds)                      | 67          | —           | —           | —           | —           | —           | —           | —           | —           | —           | —           | —           | —           | —           |                                                | /                               |
| 2004                                                                                               | Don't You (Forget About Me) (remix)                          | —           | 92          | —           | —           | —           | —           | —           | 16          | —           | —           | —           | —           | —           | —           |                                                | /                               |
| 2005                                                                                               | Home                                                         | 41          | —           | —           | 58          | —           | 53          | —           | 18          | 77          | —           | —           | —           | —           | —           |                                                | Black & White 050505            |
| 2006                                                                                               | Stranger                                                     | —           | —           | —           | —           | —           | 97          | —           | —           | —           | —           | —           | —           | —           | —           |                                                | Black & White 050505            |
| 2009                                                                                               | Rockets                                                      | 146         | —           | —           | —           | —           | —           | —           | 44          | —           | —           | —           | —           | —           | —           |                                                | Graffiti Soul                   |
| 2009                                                                                               | Stars Will Lead the Way                                      | —           | —           | —           | —           | —           | 88          | —           | —           | —           | —           | —           | —           | —           | —           |                                                | Graffiti Soul                   |
| 2013                                                                                               | Broken Glass Park                                            | —           | —           | —           | —           | —           | —           | —           | —           | —           | —           | —           | —           | —           | —           |                                                | Celebrate: The Greatest Hits    |
| 2014                                                                                               | Honest Town                                                  | —           | —           | —           | —           | —           | —           | —           | —           | —           | —           | —           | —           | —           | —           |                                                | Big Music                       |
| 2014                                                                                               | Let the Day Begin                                            | —           | —           | —           | —           | —           | —           | —           | —           | —           | —           | —           | —           | —           | —           |                                                | Big Music                       |
| 2015                                                                                               | Midnight Walking                                             | —           | —           | —           | —           | —           | —           | —           | —           | —           | —           | —           | —           | —           | —           |                                                | Big Music                       |
| 2016                                                                                               | Promised You a Miracle (feat. KT Tunstall)                   | —           | —           | —           | —           | —           | —           | —           | —           | —           | —           | —           | —           | —           | —           |                                                | Acoustic                        |
| 2018                                                                                               | Magic                                                        | —           | —           | —           | —           | —           | —           | —           | —           | —           | —           | —           | —           | —           | —           |                                                | Walk Between Worlds             |
| 2018                                                                                               | The Signal and the Noise                                     | —           | —           | —           | —           | —           | —           | —           | —           | —           | —           | —           | —           | —           | —           |                                                | Walk Between Worlds             |
| 2018                                                                                               | Sense of Discovery                                           | —           | —           | —           | —           | —           | —           | —           | —           | —           | —           | —           | —           | —           | —           |                                                | Walk Between Worlds             |
| "—" indica una pubblicazione che non si è classificata o che non è stata pubblicata in quel Paese. |                                                              |             |             |             |             |             |             |             |             |             |             |             |             |             |             |                                                |                                 |

## Videografia

### VHS/DVD
- 1990: Forget About Me (TV) regia di Michael Winterbottom (non in commercio) (questa è la storia di due giovani soldati scozzesi che fanno autostop fino a Budapest per assistere a un concerto dei Simple Minds; il film è incentrato sul triangolo amoroso tra i due soldati e una bella ragazza ungherese; i Simple Minds vengono mostrati mentre si esibiscono sul palco alla fine del film)[29]
- 1990: Verona (VHS; maggio 1990; Virgin Music Video VVD 610) (registrato all'Arena di Verona nel settembre 1989) (nel 2003, il concerto è stato remixato in 5:1 surround sound e pubblicato come parte del doppio DVD Seen the Lights - A Visual History)
- 1992: Glittering Prize 81/92 (VHS; ottobre 1992; Virgin Music Video VVD 1103)
- 2003: Seen the Lights - A Visual History (DVD; novembre 2003; Virgin SMDVD 1) (si tratta del primo doppio DVD commercializzato dai Simple Minds, comprendente oltre quattro ore e venti minuti di filmati di repertorio; il primo disco include tutti i video promozionali realizzati dalla band; il secondo disco presenta Verona, il video concerto originariamente pubblicato dalla band in formato VHS nel 1990, remixato qui in 5.1 surround sound)
- 2014: Celebrate - Live at the Glasgow SSE Hydro (edizione limitata deluxe DVD book set; maggio 2014; include quattro dischi: 1 DVD con il concerto registrato alla Glasgow SSE Hydro il 27 novembre 2013, 1 DVD di interviste esclusive e una galleria fotografia, 2 CD audio del concerto + un libro rilegato con note appositamente scritte e foto esclusive dal Celebrate tour + una stampa fotografica autografata individualmente dalla band)
- 2017: Simple Minds - Acoustic In Concert (DVD, Blu-ray Disc; giugno 2017)

### Video musicali
| Anno | Titolo                            | Regista                      |
| ---- | --------------------------------- | ---------------------------- |
| 1979 | Chelsea Girl                      |                              |
| 1981 | Love Song                         |                              |
| 1981 | Sweat in Bullet                   |                              |
| 1982 | Promised You a Miracle            |                              |
| 1982 | Glittering Prize                  |                              |
| 1982 | Someone, Somewhere in Summertime  |                              |
| 1983 | Waterfront                        | John Scarlett-Davies         |
| 1983 | Speed Your Love to Me             | John Scarlett-Davies         |
| 1984 | Up on the Catwalk                 |                              |
| 1985 | Don't You (Forget About Me)       | Daniel Kleinman              |
| 1985 | Alive and Kicking                 | Zbigniew Rybczyński          |
| 1986 | Sanctify Yourself                 | Keef                         |
| 1986 | All the Things She Said           | Zbigniew Rybczynski          |
| 1986 | Ghostdancing                      |                              |
| 1989 | Belfast Child                     | Andy Morahan                 |
| 1989 | Mandela Day                       | Andy Morahan                 |
| 1989 | This Is Your Land                 |                              |
| 1989 | Kick It In                        | Andy Morahan                 |
| 1991 | Let There Be Love                 | Andy Morahan                 |
| 1991 | See the Lights                    |                              |
| 1991 | Stand By Love                     | Nigel Dick                   |
| 1991 | Real Life                         |                              |
| 1995 | She's a River                     | Kevin Kerslake               |
| 1995 | Hypnotised                        | W.I.Z.                       |
| 1998 | Glitterball                       | Andy Earl & Stuart MacKenzie |
| 1998 | War Babies                        | Michael Geoghegan            |
| 2001 | Dancing Barefoot                  |                              |
| 2002 | Cry                               | The Snorri Brothers          |
| 2005 | Home                              | Andy Roberts                 |
| 2009 | Rockets                           |                              |
| 2009 | Stars Will Lead the Way           |                              |
| 2013 | Broken Glass Park                 |                              |
| 2014 | Blindfolded                       |                              |
| 2014 | Honest Town                       |                              |
| 2014 | Let the Day Begin                 |                              |
| 2015 | Midnight Walking                  |                              |
| 2016 | Promised You a Miracle (acoustic) |                              |
| 2018 | Magic                             |                              |